# Maasdriel
Maasdriel – gmina w prowincji Geldria w Holandii. W 2014 roku populacja wyniosła 24 197 mieszkańców. Siedziba gminy znajduje się w Kerkdriel
Przez gminę przechodzi autostrada A2 oraz drogi prowincjonalne N322, N831 oraz N832.

## Miejscowości
- Alem (640)
- Ammerzoden (3500)
- Hedel (4850)
- Heerewaarden (1500)
- Hoenzadriel (260)
- Hurwenen (840)
- Kerkdriel (7300)
- Rossum (2700)
- Velddriel (1565)
- Well (1015)
- Wellseind

oraz przysiółki: Californië · Doorning · Rome · Sint Andries · Slijkwell · Veluwe · Voorne · Wordragen